# Renonquet
Renonquet är en ö i kronbesittningen Guernsey). Den ligger i den nordöstra delen av landet.